# Bembidion obliquulum
Bembidion obliquulum är en skalbaggsart som beskrevs av Leconte 1859. Bembidion obliquulum ingår i släktet Bembidion och familjen jordlöpare. Inga underarter finns listade i Catalogue of Life.